# Apalus
Apalus is een geslacht van kevers uit de familie oliekevers (Meloidae).
Het geslacht is voor het eerst wetenschappelijk beschreven in 1775 door Fabricius.

## Soorten
Het geslacht omvat de volgende soorten:
- Apalus asiaticus Escherich, 1897
- Apalus bimaculatus (Linnaeus, 1760)
- Apalus binaevus (Prochazka, 1892)
- Apalus bipartitus Pic, 1909
- Apalus bipunctatus Megerle von Mühlfeld, 1812
- Apalus capensis Péringuey, 1886
- Apalus cinctus (Pic, 1896)
- Apalus creticus (Frivaldszky, 1877)
- Apalus davidis (Fairmaire, 1886)
- Apalus gibbicollis Borchmann in Sjöstedt, 1910
- Apalus guerini (Mulsant, 1858)
- Apalus haemapterus Fairmaire, 1889
- Apalus hilaris (Marseul, 1879)
- Apalus mongolicus Kaszab, 1965
- Apalus montanus Escherich, 1897
- Apalus mulsanti (Reiche, 1878)
- Apalus necydaleus (Pallas, 1782)
- Apalus notaticollis Péringuey, 1886
- Apalus plagiatus Waterhouse, 1889
- Apalus robustus Pic, 1913
- Apalus rubripennis Laporte, 1840
- Apalus subfasciatus Pic, 1922
- Apalus sulcithorax (Pic, 1901)
- Apalus tanganyikanus Kaszab, 1981